# Charles de Valois, comte d’Angoulême

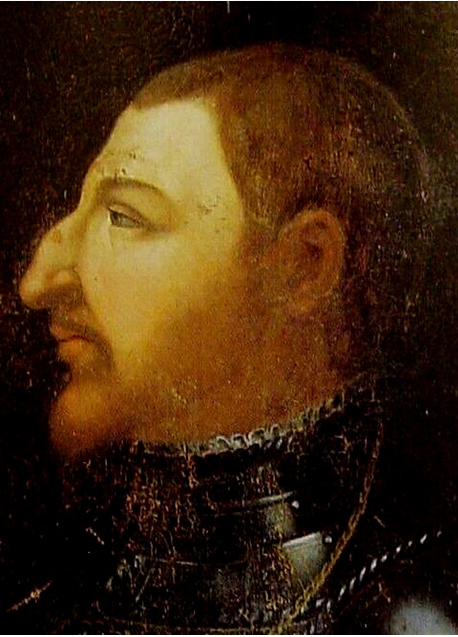
Charles de Valois, comte d’Angoulême

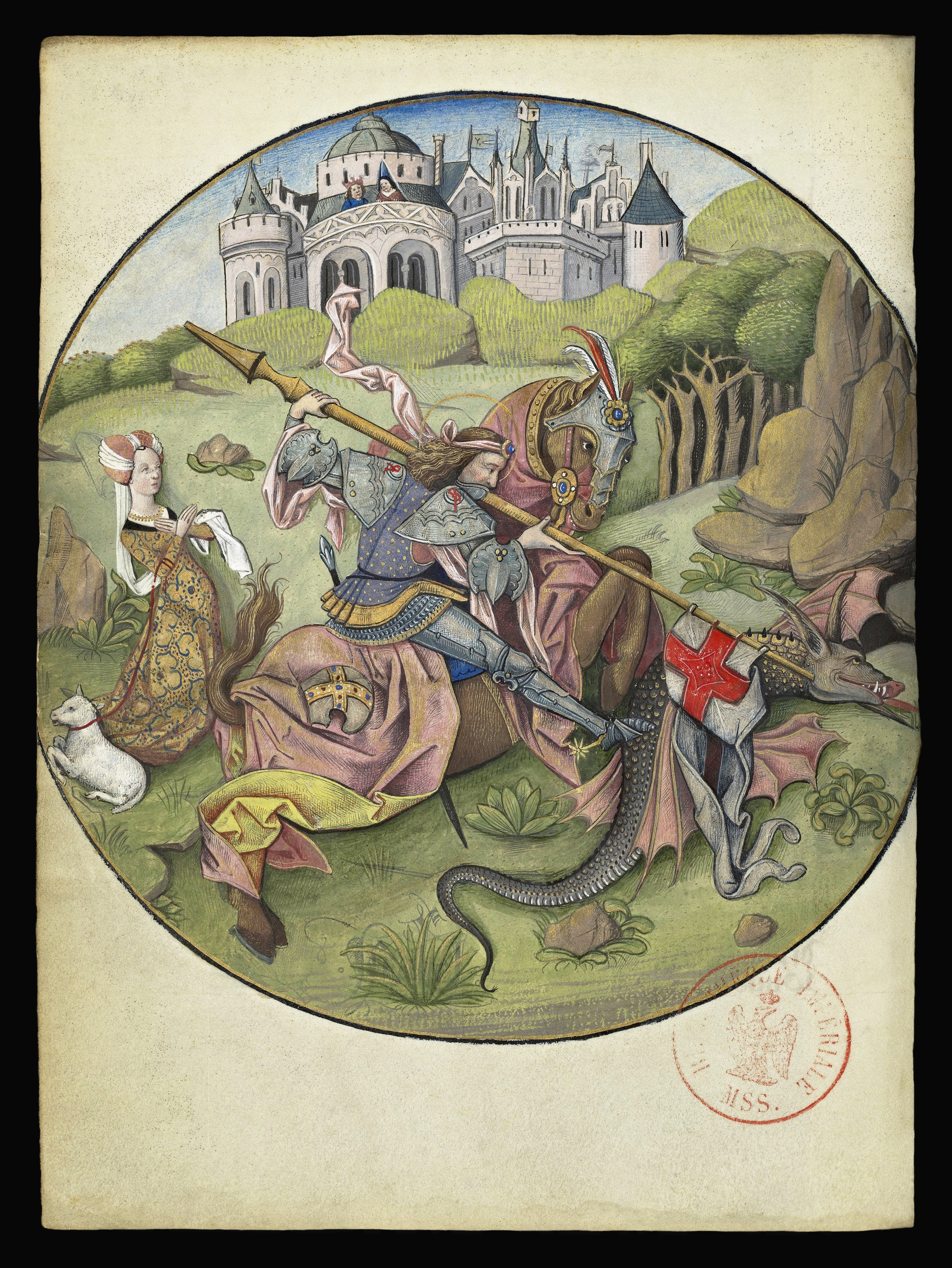
Georg tötet den Drachen, Heures de Charles d'Angoulême

Charles d’Orléans (* 1459; † 1496) war seit 1467 Graf von Angoulême. Bekannt ist er durch sein Stundenbuch und als Vater des französischen Königs Franz. I.

## Leben
Charles war der Sohn von Jean de Valois, Graf von Angoulême und Périgord, und dessen Frau Marguerite de Rohan.
Charles lebte bevorzugt auf seinem Schloss in Cognac, wo er sich als Mäzen der Kunst und Wissenschaft betätigte. Um 1485 beauftragte er das luxuriös illustrierte Stundenbuch Heures de Charles d'Angoulême, das heute in der Bibliothèque Nationale in Paris liegt.
1490 heiratete er auf Anordnung der Regentin Anne de Beaujeu die Prinzessin Luise von Savoyen, Tochter des Herzogs Philipp II. von Savoyen und der Marguerite de Bourbon. Er wurde wie sein Vater in der Kathedrale von Angoulême begraben.

## Nachkommen
Die ehelichen Kinder waren:
- Margarete (* 1492; † 1549), ⚭ (1) 1509 Herzog Karl IV. von Alençon, ⚭ (2) 1527 König Heinrich II. von Navarra
- Franz I. (* 1494; † 1547), ab 1515 König von Frankreich

Charles hatte zudem drei uneheliche (natürliche) Töchter:
Mit Antoinette oder Jeanne de Poulignac, dame de Combroude:
- Johanna bâtarde d'Angoulême († nach 1531), Gräfin von Bar-sur-Seine, ⚭ Jean V. de Longwy, † 1520/21, Seigneur de Givry, Baron de Pagny et Mirebeau (Haus Chaussin). Sie wurde vom Vetter ihres Vaters, Ludwig XII., unter dem Namen Jeanne d'Orléans legitimiert, als Tochter der Jeanne de Poulignac.

Mit derselben dame de Poulignac hatte er eine weitere Tochter:
- Madeleine bâtarde d'Angoulême, welche Äbtissin der Abtei Saint-Ausone wurde.

Mit Jeanne Comte hatte er die Tochter:
- Souveraine bâtarde d'Angoulême, ⚭ Michel Gaillard, panetier du roi. Sie wurde im Mai 1521 vom König legitimiert.